# Andi Sullivan
Andi Sullivan (født 20. december 1995) er en amerikansk fodboldspiller, der spiller for Stanford Cardinal og USA.